# Церковь Георгия Победоносца (Ряженое)
Церковь Георгия Победоносца  — православный храм в селе Ряженое, Матвеево-Курганского района Ростовской области,  Ростовской и Новочеркасской епархии Матвеево-Курганское благочиние Русской Православной церкви.
Адрес: 344048, Ростовская область, село Ряженое, ул. Пушкина, 58.

## История
Около 1776 года кригскомиссар Григорий Иванович Ковалевский получил в урочище Ряженое у реки Миус 3300 десятин (3597 га.) земли и основал там слободу Ряженую. После заселения слободы, он в 1794 году решил построить церковь во имя святого великомученика Георгия Победоносца. Заготовив стройматериалы, необходимые для строительства, Ковалевский обратился с просьбой о разрешении строительства к генерал-майору В. В. Каховскому, правителю Екатеринославского наместничества.  Преемник Каховского — Иосиф Иванович Хорват, переправил прошение Ковалевского митрополиту Екатеринославскому Гавриилу. В конце концов разрешение на строительство деревянного храма было получено.
Место строительства было освящено в июне 1797 года Таганрогским протоиереем Иоанном Андреевым. На этом месте был установлен крест. В слободу Ряженую Ростовского уезда священником был назначен Иоанн Жулькевич. Через некоторое время в селе была построена каменная пятиглавая церковь, действующая до 1936 года, когда она была снесена.  На месте бывшего храма был построен сельский Дом культуры.
Церковные богослужения в селе продолжились в 1948 году в новом молитвенном доме священником Лукианом.  В 1990-х годах в селе была создана церковная община. При Георгиевском храме была открыта воскресная школа. В 2009 году в центре села Ряженое была построена часовня, действующая и поныне.
С ноября 2013 года Высокопреосвященнейший митрополит Ростовский и Новочеркасский Меркурием назначил настоятелем Георгиевского храма иерея Иосифа Макаренко. Одновременно в селе началось строительство нового храма в здании бывшего сельского бассейна. К храму была пристроена колокольня, на здании установлена главка. Храм предполагается построить вместимостью, рассчитанной на одновременную службу 700 прихожан. Помощь в строительстве оказывают как прихожане села, так и администрация в лице главы сельского поселения Бухтияровой Галины Валентиновны.
В настоящее время в Георгиевском храме собраны спасенные в годы советской власти иконы. В алтаре также находятся иконы с иконостаса от бывшего храма.

## Священнослужители
- Протоиерей Иоанн Осяк (1990-1994).
- Протоиерей Николай Чернявский (1994-2013).

В настоящее время настоятелем храма Георгия Победоносца является иерей Иосиф Макаренко.

## Святыни
Икона Димитрия Солунского с частицей святых мощей.

## Престольные праздники
Георгия Победоносца — 6 мая (по новому стилю).